# Diego Hernán Martínez
Diego Hernán Martínez (Buenos Aires, 16 de noviembre de 1978) es un exfutbolista y actual entrenador argentino. Jugaba de mediocampista por izquierda y su primer equipo fue Almirante Brown. Actualmente dirige a Cerro Porteño.

## Trayectoria

### Como jugador
Desempeñó su carrera en la posición de mediocampista, sin lograr jugar en la primera categoría del fútbol argentino. También jugó en el extranjero, pasando medio año con el Aurora en Guatemala, y cuatro temporadas en Grecia con el Pierikos y Diagoras.
Se retiró en 2011, en Estudiantes (BA).

### Como entrenador

#### Inicios
Luego de retirarse, comenzó a trabajar como entrenador, estando inicialmente a cargo de las categorías inferiores de Boca Juniors antes de asumir su primer trabajo en Ituzaingó, club del que fue jugador. Tras otro trabajo en Cañuelas, estuvo al frente de Comunicaciones (sólo dirigió cinco partidos) y de Ferrocarril Midland antes de asumir en Estudiantes (BA) en junio de 2018. Allí logró el ascenso de la Primera B y también llegó a las semifinales de la Copa Argentina 2018-19, siendo eliminado por River Plate. En mayo de 2020, se hizo oficial su desvinculación con el club de Caseros.

#### Godoy Cruz
El 10 de agosto del mismo año, fue presentado como técnico de Godoy Cruz de la Primera División de Argentina. No obstante, en diciembre, presentó la renuncia, al no haber ganado ningún partido durante su permanencia en el club.

#### Tigre
En enero de 2021, asumió como entrenador de Tigre y firmó un contrato por doce meses. Luego de liderar la Zona A de la Primera Nacional, venció a Barracas Central en la final por 1 a 0 y obtuvo el ascenso a la Primera División. En el mes de diciembre, extendió su contrato hasta finales del siguiente año. En mayo de 2022, alcanzó la final de la Copa de la Liga luego de vencer a Argentinos Juniors en los penales. Sin embargo, perdieron la final ante Boca Juniors por 3-0. Finalmente, tras clasificar a la Copa Sudamericana, decidió continuar hasta diciembre de 2023, pero, en junio, acordó su desvinculación del club de común acuerdo, luego de una serie de malos resultados.

#### Huracán
El 3 de julio de 2023, fue confirmado como entrenador de Huracán.Luego de salvar al club del descenso, presentó su renuncia el 7 de diciembre.

#### Boca Juniors
En diciembre de 2023, fue anunciado como técnico de Boca Juniors. Al principio de su ciclo, se le atribuyó un cambio de juego y mentalidad del equipo en comparación con su predecesor Jorge Almirón. En ese sentido, logró cambiar la estadística negativa que el club mantenía en los últimos años ante sus clásicos: le ganó a Racing Club 4-2, San Lorenzo por 2-1 y River Plate por 3-2.
Sin embargo, a partir del segundo semestre de 2024, tras el párate por la Copa América, el Boca de Martínez empezó a mostrar ciertas falencias. El 22 de agosto Boca quedaría eliminado de la Copa Sudamericana en la instancia de octavos de final por penales frente a Cruzeiro. Si bien el cuadro de la Rivera avanzaría a cuartos de final de la Copa Argentina luego de vencer a Talleres por penales el 7 de septiembre, el equipo aun levantaba dudas en varios sectores de la hinchada y el periodismo. Luego, Boca caería de local por 1-0 ante River Plate en otra edición del superclásico, complicando la endeble situación del club y del mismo Martínez, a quien se le adjudicó la responsabilidad por la derrota gracias a ciertas decisiones tácticas tomadas. Finalmente, el 28 de septiembre presentó su renuncia al cargo después de caer por 2-0 ante Belgrano de visitante, terminando con su ciclo en el club.

#### Cerro Porteño
El 11 de diciembre de 2024, asumió al frente de Cerro Porteño de cara a la temporada 2025.

## Clubes

### Como jugador
| Club             | País      | Año       |
| ---------------- | --------- | --------- |
| Ituzaingó        | Argentina | 1997-2002 |
| Aurora           | Guatemala | 2002      |
| Gimnasia (CdU)   | Argentina | 2003      |
| All Boys         | Argentina | 2005-2006 |
| Temperley        | Argentina | 2005-2006 |
| All Boys         | Argentina | 2006-2007 |
| Pierikos         | Grecia    | 2007-2010 |
| Diagoras         | Grecia    | 2010-2011 |
| Estudiantes (BA) | Argentina | 2011      |

### Como entrenador
| Equipo                        | Div.                | Temporada           | Liga | Liga | Liga | Liga | Liga |    | Copa | Copa | Copa | Copa |    | Internacional | Internacional | Internacional | Internacional | Internacional |   | Otros | Otros | Otros | Otros |     | Totales     | Totales | Totales | Totales | Totales | Totales | Totales | Totales | Totales |
| Equipo                        | Div.                | Temporada           | PD   | G    | E    | P    | Pos. | PD | G    | E    | P    | PD   | G  | E             | P             | Pos.          | PD            | G             | E | P     | PD    | G     | E     | P   | Rendimiento | GF      | GC      | Dif.    | Ptos.   |         |         |         |         |
| ----------------------------- | ------------------- | ------------------- | ---- | ---- | ---- | ---- | ---- | -- | ---- | ---- | ---- | ---- | -- | ------------- | ------------- | ------------- | ------------- | ------------- | - | ----- | ----- | ----- | ----- | --- | ----------- | ------- | ------- | ------- | ------- | ------- | ------- | ------- | ------- |
| Ituzaingó Argentina           | 5.ª                 | 2015                | 30   | 9    | 15   | 6    | 9.º  | -  | -    | -    | -    | -    | -  | -             | -             | -             | -             | -             | - | -     | 30    | 9     | 15    | 6   | 46.67%      | 22      | 21      | +1      | 42      |         |         |         |         |
| Ituzaingó Argentina           | 5.ª                 | 2016                | 14   | 8    | 3    | 3    | Inc. | -  | -    | -    | -    | -    | -  | -             | -             | -             | -             | -             | - | -     | 14    | 8     | 3     | 3   | 64.28%      | 21      | 10      | +11     | 27      |         |         |         |         |
| Ituzaingó Argentina           | Total               | Total               | 44   | 17   | 18   | 9    | -    | -  | -    | -    | -    | -    | -  | -             | -             | -             | -             | -             | - | -     | 44    | 17    | 18    | 9   | 52.28%      | 43      | 31      | +12     | 69      |         |         |         |         |
| Cañuelas Argentina            | 4.ª                 | 2016-17             | 39   | 18   | 9    | 12   | 3.º  | 1  | 0    | 0    | 1    | -    | -  | -             | -             | -             | -             | -             | - | -     | 40    | 18    | 9     | 13  | 52.5%       | 58      | 43      | +15     | 63      |         |         |         |         |
| Cañuelas Argentina            | 4.ª                 | 2017-18             | 17   | 5    | 9    | 3    | Inc. | -  | -    | -    | -    | -    | -  | -             | -             | -             | -             | -             | - | -     | 17    | 5     | 9     | 3   | 47.06%      | 15      | 8       | +7      | 24      |         |         |         |         |
| Cañuelas Argentina            | Total               | Total               | 56   | 23   | 18   | 15   | -    | 1  | 0    | 0    | 1    | -    | -  | -             | -             | -             | -             | -             | - | -     | 57    | 23    | 18    | 16  | 50.88%      | 73      | 51      | +22     | 87      |         |         |         |         |
| Comunicaciones Argentina      | 3.ª                 | 2017-18             | 5    | 1    | 0    | 4    | Inc. | -  | -    | -    | -    | -    | -  | -             | -             | -             | -             | -             | - | -     | 5     | 1     | 0     | 4   | 20%         | 5       | 9       | -4      | 3       |         |         |         |         |
| Comunicaciones Argentina      | Total               | Total               | 5    | 1    | 0    | 4    | -    | -  | -    | -    | -    | -    | -  | -             | -             | -             | -             | -             | - | -     | 5     | 1     | 0     | 4   | 20%         | 5       | 9       | -4      | 3       |         |         |         |         |
| Ferrocarril Midland Argentina | 4.ª                 | 2017-18             | 16   | 4    | 4    | 8    | 7.º  | -  | -    | -    | -    | -    | -  | -             | -             | -             | 1             | 0             | 0 | 1     | 17    | 4     | 4     | 9   | 31.37%      | 19      | 28      | -9      | 16      |         |         |         |         |
| Ferrocarril Midland Argentina | Total               | Total               | 16   | 4    | 4    | 8    | -    | -  | -    | -    | -    | -    | -  | -             | -             | -             | 1             | 0             | 0 | 1     | 17    | 4     | 4     | 9   | 31.37%      | 19      | 28      | -9      | 16      |         |         |         |         |
| Estudiantes (BA) Argentina    | 3.ª                 | 2018-19             | 38   | 21   | 9    | 8    | 3.º  | 1  | 0    | 0    | 1    | -    | -  | -             | -             | -             | -             | -             | - | -     | 39    | 21    | 9     | 9   | 61.54%      | 59      | 33      | +26     | 72      |         |         |         |         |
| Estudiantes (BA) Argentina    | 2.ª                 | 2019-20             | 21   | 11   | 3    | 7    | 3.º  | 5  | 2    | 2    | 1    | -    | -  | -             | -             | -             | -             | -             | - | -     | 26    | 13    | 5     | 8   | 56.41%      | 40      | 32      | +8      | 44      |         |         |         |         |
| Estudiantes (BA) Argentina    | Total               | Total               | 59   | 32   | 12   | 15   | -    | 6  | 2    | 2    | 2    | -    | -  | -             | -             | -             | -             | -             | - | -     | 65    | 34    | 14    | 17  | 59.49%      | 99      | 65      | +34     | 116     |         |         |         |         |
| Godoy Cruz Argentina          | 1.ª                 | 2019-20             | -    | -    | -    | -    | -    | 9  | 0    | 2    | 7    | -    | -  | -             | -             | -             | -             | -             | - | -     | 9     | 0     | 2     | 7   | 7.41%       | 4       | 18      | -14     | 2       |         |         |         |         |
| Godoy Cruz Argentina          | Total               | Total               | -    | -    | -    | -    | -    | 9  | 0    | 2    | 7    | -    | -  | -             | -             | -             | -             | -             | - | -     | 9     | 0     | 2     | 7   | 7.41%       | 4       | 18      | -14     | 2       |         |         |         |         |
| Tigre Argentina               | 2.ª                 | 2019-20             | 1    | 0    | 1    | 0    | 1/16 | 4  | 1    | 2    | 1    | -    | -  | -             | -             | -             | -             | -             | - | -     | 5     | 1     | 3     | 1   | 40%         | 4       | 4       | +0      | 6       |         |         |         |         |
| Tigre Argentina               | 2.ª                 | 2021                | 33   | 18   | 9    | 6    | 1.º  | -  | -    | -    | -    | -    | -  | -             | -             | -             | -             | -             | - | -     | 33    | 18    | 9     | 6   | 63.64%      | 51      | 25      | +26     | 63      |         |         |         |         |
| Tigre Argentina               | 1.ª                 | 2022                | 27   | 11   | 10   | 6    | 7.º  | 18 | 6    | 7    | 5    | -    | -  | -             | -             | -             | 1             | 0             | 0 | 1     | 46    | 17    | 17    | 12  | 49.28%      | 66      | 55      | +11     | 68      |         |         |         |         |
| Tigre Argentina               | 1.ª                 | 2023                | 20   | 5    | 7    | 8    | Inc. | 1  | 0    | 1    | 0    | 5    | 3  | 1             | 1             | Inc.          | -             | -             | - | -     | 26    | 8     | 9     | 9   | 42.31%      | 27      | 29      | -2      | 33      |         |         |         |         |
| Tigre Argentina               | Total               | Total               | 81   | 34   | 27   | 20   | -    | 23 | 7    | 10   | 6    | 5    | 3  | 1             | 1             | -             | 1             | 0             | 0 | 1     | 110   | 44    | 38    | 28  | 51.52%      | 148     | 113     | +35     | 170     |         |         |         |         |
| Huracán Argentina             | 1.ª                 | 2023                | 5    | 2    | 0    | 3    | 26.º | 18 | 10   | 3    | 5    | -    | -  | -             | -             | -             | -             | -             | - | -     | 23    | 12    | 3     | 8   | 56.52%      | 29      | 20      | +9      | 39      |         |         |         |         |
| Huracán Argentina             | Total               | Total               | 5    | 2    | 0    | 3    | -    | 18 | 10   | 3    | 5    | -    | -  | -             | -             | -             | -             | -             | - | -     | 23    | 12    | 3     | 8   | 56.52%      | 29      | 20      | +9      | 39      |         |         |         |         |
| Boca Juniors Argentina        | 1.ª                 | 2024                | 16   | 5    | 6    | 5    | Inc. | 19 | 10   | 6    | 3    | 10   | 5  | 3             | 2             | 1/8           | -             | -             | - | -     | 45    | 20    | 15    | 10  | 55.55%      | 62      | 42      | +20     | 75      |         |         |         |         |
| Boca Juniors Argentina        | Total               | Total               | 16   | 5    | 6    | 5    | -    | 19 | 10   | 6    | 3    | 10   | 5  | 3             | 2             | -             | -             | -             | - | -     | 45    | 20    | 15    | 10  | 55.55%      | 62      | 42      | +20     | 75      |         |         |         |         |
| Cerro Porteño Paraguay        | 1.ª                 | A-2025              | 22   | 11   | 6    | 5    | 2.º  | -  | -    | -    | -    | 10   | 6  | 1             | 3             | *             | -             | -             | - | -     | 32    | 17    | 7     | 8   | 60.42%      | 52      | 32      | +20     | 57      |         |         |         |         |
| Cerro Porteño Paraguay        | 1.ª                 | C-2025              | 8    | 6    | 2    | 0    | -    | 0  | 0    | 0    | 0    | 1    | 0  | 0             | 1             | -             | -             | -             | - | -     | 9     | 6     | 2     | 1   | 74.08%      | 17      | 10      | +7      | 20      |         |         |         |         |
| Cerro Porteño Paraguay        | Total               | Total               | 30   | 17   | 8    | 5    | -    | 0  | 0    | 0    | 0    | 11   | 6  | 1             | 4             | -             | -             | -             | - | -     | 41    | 23    | 9     | 9   | 63.42%      | 69      | 42      | +27     | 77      |         |         |         |         |
| Total en su carrera           | Total en su carrera | Total en su carrera | 312  | 135  | 93   | 84   | -    | 76 | 29   | 23   | 24   | 26   | 14 | 5             | 7             | -             | 2             | 0             | 0 | 2     | 416   | 178   | 121   | 117 | 52.49%      | 551     | 419     | +132    | 655     |         |         |         |         |
| 1. 2. 3. 4.                   |                     |                     |      |      |      |      |      |    |      |      |      |      |    |               |               |               |               |               |   |       |       |       |       |     |             |         |         |         |         |         |         |         |         |

#### Resumen estadístico
| Competición                   | Partidos | Ganados | Empatados | Perdidos | %      | Resultado        |
| ----------------------------- | -------- | ------- | --------- | -------- | ------ | ---------------- |
| Primera D                     | 44       | 17      | 18        | 9        | 52.28% | Subcampeón       |
| Primera C                     | 73       | 27      | 22        | 24       | 47.04% | 3.er lugar       |
| Primera B                     | 43       | 22      | 9         | 12       | 58.14% | 3.er lugar       |
| Primera B Nacional            | 55       | 29      | 13        | 13       | 60.61% | Campeón          |
| Primera División de Argentina | 68       | 23      | 23        | 22       | 45.09% | 7.º lugar        |
| Copa Argentina                | 19       | 7       | 7         | 5        | 49.12% | Semifinales      |
| Copa de la Liga Profesional   | 57       | 22      | 16        | 19       | 47.96% | Subcampeón       |
| Trofeo de Campeones de la LPF | 1        | 0       | 0         | 1        | 0%     | Semifinales      |
| Primera División de Paraguay  | 30       | 17      | 8         | 5        | 65.56% | Subcampeón       |
| Copa Paraguay                 | 0        | 0       | 0         | 0        | 0%     | En disputa       |
| Copa Libertadores             | 11       | 6       | 1         | 4        | 57.58% | En disputa       |
| Copa Sudamericana             | 15       | 8       | 4         | 3        | 62.22% | Octavos de final |
| TOTAL                         | 416      | 178     | 121       | 117      | 52.49% | 1 Título         |

## Palmarés

### Como jugador

#### Campeonatos nacionales
| Título             | Club                    | País      | Año       |
| ------------------ | ----------------------- | --------- | --------- |
| Primera C Apertura | Club Atlético Ituzaingó | Argentina | 1997-1998 |
| Primera C          | Club Atlético Ituzaingó | Argentina | 2000-2001 |

- Ganó el apertura pero no ascendió en el 98

### Como entrenador

#### Campeonatos nacionales
| Título           | Club                | País      | Año  |
| ---------------- | ------------------- | --------- | ---- |
| Primera Nacional | Club Atlético Tigre | Argentina | 2021 |

#### Otros logros
| Logro                        | Club             | País      | Año     |
| ---------------------------- | ---------------- | --------- | ------- |
| Ascenso a Primera B Nacional | Estudiantes (BA) | Argentina | 2018-19 |